# Wet open overheid
De Wet open overheid ("Woo") uit 2022 regelt de openbaarheid van bestuur door openbaarmaking van informatie door de Nederlandse overheid. De wet is de opvolger van de Wet openbaarheid van bestuur (Wob), die op 1 mei 1992 in werking was getreden. De Woo komt met een verplichting tot actief publiceren van Wob-documenten, nu Woo-documenten genoemd. Overheden kunnen ervoor kiezen om deze informatie te publiceren via de Woo-index. Voorheen werd hier het Platform Open Overheidsinformatie (PLOOI) voor beoogd, maar de ontwikkeling van dit platform is gestopt wegens ict-beperkingen.

## Geschiedenis
Sinds meerdere jaren werd gesproken over vervanging van de Wob, zoals de nota "Open de Oester" van Wijnand Duyvendak in 2005. Dit heeft op 10 juli 2012 geresulteerd in een initiatiefnota voor de Wet open overheid (Woo).
De oorspronkelijke initiatiefnota is in april 2016 aangenomen door de Tweede Kamer. Echter, zorgen over de doorlopende en invoeringskosten, o.a. op basis van het rapport "Quick scan impact Wet open overheid (Woo)" van de ABDTOPConsult, waren reden om het in de Eerste Kamer niet ter stemming te brengen. Daarop werd de behandeling van het wetsvoorstel opgeschort, zodat er eerst onderzoek kon worden gedaan naar de impact die de wet gaat hebben voor de overheid.
Een bijgesteld voorstel werd in 2019 ingediend voor behandeling in de Tweede Kamer. In dit bijgestelde voorstel is bijvoorbeeld het informatieregister met alle uitgegeven documenten geschrapt. Een journalistiek samenwerkingsverband heeft in oktober 2020 verdere voorstellen gedaan voor een verbeterd wetsontwerp.

## Doel en werkingsgebied
De Wet open overheid (Woo) verplicht de hele overheid om bepaalde informatie actief openbaar te maken. In totaal gaat het om 17 informatiecategorieën, zoals wetten, beschikkingen en onderzoeksrapporten.
"Eenieder heeft recht op toegang tot publieke informatie zonder daartoe een belang te hoeven stellen, behoudens bij deze wet gestelde beperkingen" volgens artikel 1.1. van de wet.

## Behandeling van Woo-verzoeken
Naast de actieve openbaarmaking maakt de overheid ook op verzoek informatie openbaar. Dit verzoek kan door eenieder worden ingediend bij een bestuursorgaan of instelling, dienst en bedrijf die onder de verantwoordelijkheid valt van een bestuursorgaan. Om de Woo laagdrempelig te houden kan een verzoek zowel mondeling, schriftelijk als digitaal worden ingediend. Ook hoeft de verzoeker  niet aan te geven waarom hij de informatie wil hebben. 
De termijn waarbinnen een bestuursorgaan moet beslissen op een verzoek is 28 dagen en kan eenmaal verlengd worden met 14 dagen. Daarnaast kan om meerdere redenen het verzoek worden opgeschort. Bijvoorbeeld wanneer het verzoek niet voldoende duidelijk is, het bestuursorgaan belanghebbenden om hun zienswijze moet vragen of wanneer het bestuursorgaan een andere beslistermijn afspreekt met de verzoeker. 

## Adviescollege Openbaarheid en Informatiehuishouding
Het Adviescollege Openbaarheid en Informatiehuishouding (ACOI) heeft een scala aan taken rond de Woo. Deze zijn vastgelegd in artikelen 7.1 tot en met 7.5 van de Wet open overheid.
Het Adviescollege heeft drie kerntaken:
1. Advisering aan de Nederlandse regering en de beide Kamers van de Staten-Generaal over de openbaarmaking van overheidsinformatie.
2. Advisering aan de ministers van Binnenlandse Zaken en Koninkrijksrelaties (BZK) en de staatssecretaris van Cultuur en Media over hun plannen om de informatiehuishouding van de overheid te verbeteren.
3. Bemiddeling bij klachten van journalisten en wetenschappers over de wijze waarop een overheidsorganisatie hun Woo-verzoeken behandelt.

## Kritiek
In de aanloop naar de Woo heerste onder gebruikers van de Wob controverse of het bijgestelde voorstel Woo wel beter zou zijn dan aanpassing van de Wob. Een deel van de betrokkenen bij het oorspronkelijke voorstel hebben zich tegen het bijgestelde voorstel gekeerd omdat er geen uitzicht is op significante verbetering van de openbaarheid op korte en lange termijn. De Vereniging van Onderzoeksjournalisten diende op 24 april 2019 namens talrijke hoofdredacties een verzoek in om het bijgestelde voorstel af te wijzen en in plaats daarvan te concentreren op verbetering van de Wob.
Volgens onderzoek van het Instituut Maatschappelijke Innovatie (IMI) en de Open State Foundation uit maart 2023 leidde de invoering van de Woo tot veel versnippering en onduidelijkheid. Het afhandelen van Woo-verzoeken door ministeries was volgens het onderzoek nog steeds "ondraaglijk traag".
In mei 2024 besloot de rechtbank Midden-Nederland in een rechtszaak tegen de Woo-besluiten die de ministers van Algemene Zaken, Binnenlandse Zaken en Economische Zaken hadden genomen om zelf de passages aan te wijzen die de ministers openbaar moesten maken. De reden voor deze uitzonderlijke stap lag volgens de rechtbank in de zeer lange voorgeschiedenis van de zaak en de 'gebleken onwil van de ministers om deze documenten of delen daarvan openbaar te maken'.
Naar aanleiding van het lakken in het Memo Palmen binnen het Toeslagenschandaal en de Woo zouden persoonlijke beleidsopvattingen geen reden meer zijn om interne documenten te weigeren. Echter, een rijksbrede richtlijn schrijft anders voor. In een procedure aangespannen door inwoners en SPOON (expertisecentrum voor Woo-verzoekers) tegen Gemeente Nunspeet ging het over een memo betreffende een bestemmingsplan. Zowel de bezwaarschriftencommissie als de rechtbank oordeelden dat de gemeente het memo moet verstrekken.
In een vervolgonderzoek door het Instituut Maatschappelijke Innovatie, de Open State Foundation en de Universiteit van Amsterdam gepubliceerd in maart 2025 bleek dat in 2024 het afhandelen van Woo-verzoeken door ministeries de wettelijke termijn van 42 dagen nog steeds ruim overschreed, met een gemiddelde afhandelingsduur van 188 dagen. Lagere overheden zoals provincies en gemeentes waren over het algemeen sneller in de afhandeling van verzoeken maar gemiddeld was de doorlooptijd ook daar ruim boven de wettelijke termijn.
Een vervolgonderzoek door SPOON, gepubliceerd in maart 2024, signaleerde dat de 375 onderzochte overheden de wettelijke mogelijkheid om Woo-verzoeken digitaal in te dienen sterk verschillend aanpakken. Bij 1 op de 6 gemeenten was het niet mogelijk een Woo-verzoek digitaal in te dienen, en bij 3 op de 10 was het gebruik van DigiD verplicht. SPOON voert over het DigiD-vereiste een procedure.